# نوویه ایشلی
نوویه ایشلی (انگلیسی: Novyye Ishly) یک شهرک در شهرستان میاکینسکی استان باشقیرستان کشور روسیه است.